# Campionati europei di concorso completo 1975
I Campionati europei di concorso completo 1975 si sono svolti a Luhmühlen, in Germania Ovest.

## Podi
| Evento           | Oro              | Argento          | Bronzo         |
| Gara individuale | Lucinda Green    | Principessa Anna | Pëtr Gornuško  |
| Gara a squadre   | Unione Sovietica | Regno Unito      | Germania Ovest |

## Medagliere
| Posiz. | Nazione          | Oro | Argento | Bronzo | Totale |
| ------ | ---------------- | --- | ------- | ------ | ------ |
| 1      | Regno Unito      | 1   | 2       | 0      | 3      |
| 2      | Unione Sovietica | 1   | 0       | 1      | 2      |
| 3      | Germania Ovest   | 0   | 0       | 1      | 1      |
| Totale | Totale           | 2   | 2       | 2      | 6      |